# Надлишок основ
У фізіології надлишок основ (англ. base excess, скорочено BE) та дефіцит основ відносяться до надлишку або дефіциту відповідно кількості основ, присутніх у крові. Значення зазвичай виражається як концентрація в одиницях мЕкв/л (ммоль/л), де позитивні числа вказують на надлишок основи, а негативні — на дефіцит. Типовий референтний діапазон для надлишку основ становить від -2 до +2 мЕкв/л.
Порівняння надлишку основ (BE) з референтним діапазоном допомагає визначити, чи спричинено порушення кислотно-основного балансу респіраторною, метаболічною чи змішаною метаболічно-респіраторною проблемою. У той час як вуглекислий газ визначає дихальний компонент кислотно-основного балансу, BE визначає метаболічний компонент. Відповідно, вимірювання BE визначається під стандартизованим тиском вуглекислого газу шляхом титрування до стандартизованого pH крові 7,40.
Переважною основою, що сприяє надлишку основ, є бікарбонат. Таким чином, відхилення рівня бікарбонату сироватки від референтного діапазону зазвичай відображається відхиленням BE. Однак, BE є більш комплексним показником, що охоплює всі метаболічні внески.

## Визначення
BE визначається як кількість сильної кислоти, яку необхідно додати до кожного літра повністю насиченої киснем крові, щоб повернути pH до 7,40 при температурі 37 °C та pCO₂ 40 мм рт. ст. (5,3 кПа). Дефіцит основ (тобто негативний BE) можна відповідно визначити кількістю сильної основи, яку необхідно додати.
Можна провести подальшу різницю між фактичним та стандартним BE: фактичний BE — це той, що присутній у крові, тоді як стандартний BE — це значення, коли рівень гемоглобіну становить 5 г/дл. Останнє дає краще уявлення про BE у всій позаклітинній рідині.
Надлишок (або дефіцит) основ — це одне з кількох значень, які зазвичай отримують за допомогою аналізу газів артеріальної крові з інших виміряних даних.

## Оцінка
BE можна оцінити з концентрації бікарбонату ([HCO−
3]) та pH за рівнянням:
{\displaystyle BE=0.93\times \left(\left[HCO_{3}^{-}\right]-24.4+14.8\times \left(pH-7.4\right)\right)}
з одиницями вимірювання мЕкв/л. Те саме можна альтернативно виразити як
{\displaystyle BE=0.93\times [HCO_{3}^{-}]+13.77\times pH-124.58}
Розрахунки базуються на рівнянні Гендерсона-Хассельбальха:
{\displaystyle pH=pK+log{\frac {[HCO_{3}^{-}]}{[CO_{2}]}}}
Зрештою, кінцевий результат такий:
{\displaystyle BE=0.02786\times PaCO_{2}\times 10^{(pH-6.1)}+13.77\times pH-124.58}

## Інтерпретація
BE за межами референтного діапазону вказує на
- метаболічний алкалоз або респіраторний ацидоз з нирковою компенсацією, якщо він занадто високий (більше +2 мЕкв/л)
- метаболічний ацидоз або респіраторний алкалоз з нирковою компенсацією, якщо рівень занадто низький (менше ніж -2 мЕкв/л)

pH крові визначається як метаболічним компонентом, що вимірюється надлишком основ, так і дихальним компонентом, що вимірюється PaCO₂ (парціальним тиском вуглекислого газу). Часто порушення в одному викликає часткову компенсацію в іншому. Вторинний (компенсаторний) процес можна легко ідентифікувати, оскільки він протидіє спостережуваному відхиленню pH крові.
Наприклад, недостатня вентиляція, проблема з диханням, спричиняє накопичення CO₂, а отже, респіраторний ацидоз; нирки потім намагаються компенсувати низький pH, підвищуючи рівень бікарбонату в крові. Нирки компенсують це лише частково, тому у пацієнта все ще може бути низький pH крові, тобто ацидемія. Таким чином, нирки частково компенсують респіраторний ацидоз, підвищуючи рівень бікарбонату в крові.
Високий надлишок основ, тобто метаболічний алкалоз, зазвичай пов'язаний з надлишком бікарбонату. Це може бути спричинено
- Компенсацією первинного респіраторного ацидозу
- Надмірною втратою соляної кислоти (HCl) зі шлунковим соком через блювоту
- Надмірне вироблення бікарбонату нирками при контрактивному (видільному) алкалозі або хворобі Кушинга

Дефіцит основ (BE нижче норми), тобто метаболічний ацидоз, зазвичай включає або виведення бікарбонату, або нейтралізацію бікарбонату надлишком метаболічних кислот. Звичайні причини цього явища:
- Компенсація первинного респіраторного алкалозу
- Діабетичний кетоацидоз, при якому виробляється високий рівень кислих кетонових тіл
- Лактатацидоз, спричинений анаеробним метаболізмом під час важких фізичних навантажень або гіпоксії
- Хронічна ниркова недостатність, що перешкоджає виведенню кислоти, резорбції та виробленню бікарбонату
- Діарея, при якій виділяється велика кількість бікарбонату
- Вживання отруйних речовин, таких як метанол, етиленгліколь або надмірна кількість аспірину

Для визначення того, чи спричинений дефіцит основ додаванням кислоти, чи втратою бікарбонату визначають аніонний інтервал.
- Дефіцит основ зі збільшеним аніонним інтервалом вказує на надлишок кислоти (наприклад, кетоацидоз).
- Дефіцит основ при нормальному аніонному інтервалі вказує на втрату бікарбонату (наприклад, діарею). Аніонний інтервал підтримується завдяки обміну бікарбонату на хлорид під час екскреції.

## Історія
Термін та поняття надлишку основ вперше були введені Полем Аструпом та Оле Сіггаардом-Андерсеном у 1958 році.